# Heterodòncia

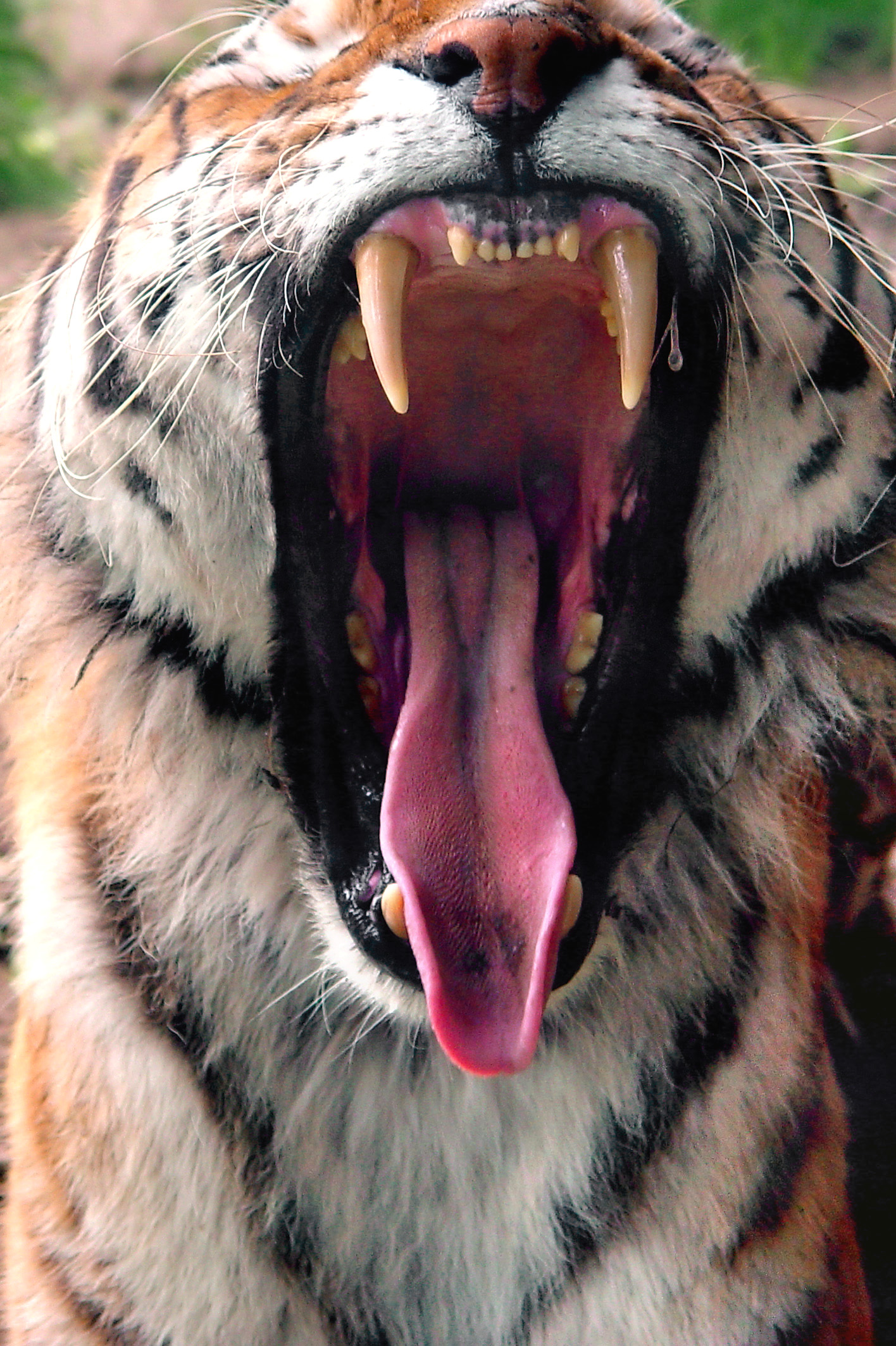
La dentadura del tigre és un exemple d'heterodòncia.

L'heterodòncia és la condició dels animals que tenen més d'un tipus de dent. Per exemple, els sinàpsids (que inclouen els mamífers) solen posseir incisives, canines, premolars i molars. La presència d'una dentadura heterodonta és indicativa d'un cert grau d'especialització en la caça i l'alimentació d'una espècie.
També hi ha alguns sauròpsids heterodonts, com alguns pterosaures, llangardaixos i dinosaures, per exemple.